# Adam Jones (baseball)
Pour les articles homonymes, voir Adam Jones et Jones.
Adam La Marque Jones (né le 1er août 1985 à San Diego, Californie, États-Unis) est le voltigeur de centre des Orioles de Baltimore de la Ligue majeure de baseball.
Jones a remporté trois fois le Gant doré pour son excellence en défensive au champ extérieur, a reçu deux Bâtons d'argent pour ses performances offensives, et participé au match des étoiles à 5 reprises.

## Carrière

### Mariners de Seattle
Après des études secondaires à la Morse High School de San Diego (Californie), Adam Jones est drafté le 3 juin 2003 par les Mariners de Seattle au premier tour de sélection (37e choix). Il perçoit un bonus de 925 000 dollars à la signature de son premier contrat professionnel le 18 juillet 2003. Jones passe trois saisons en Ligues mineures avant d'effectuer ses débuts en Ligue majeure le 14 juillet 2006. Il commence sa carrière au plus haut niveau avec zéro sur douze au bâton. Jones met fin à cette série en frappant son premier coup sûr en Ligue majeure le 18 juillet.

### Orioles de Baltimore

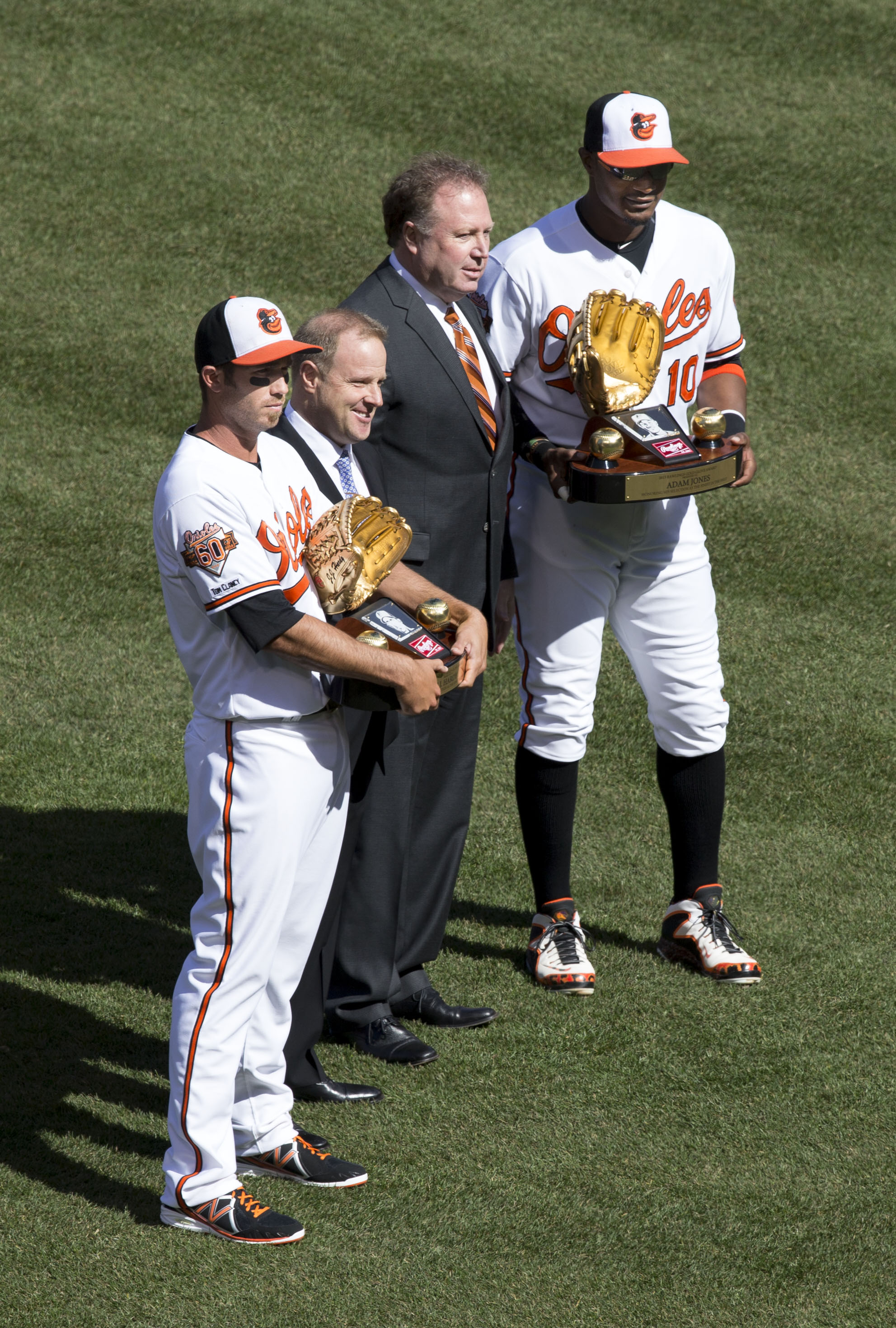
Adam Jones (à droite) pose avec son 3e Gant doré, remporté en 2013.

Le 8 février 2008, les Mariners obtiennent des Orioles de Baltimore le lanceur gaucher Érik Bédard en retour de Jones, des lanceurs gauchers George Sherrill et Tony Butler et des lanceurs droitiers Kam Mickolio et Chris Tillman.
Jones obtient à Baltimore la chance de jouer sur une base régulière pour la première fois et totalise 57 points produits en 132 parties en 2008.
Il honore sa première sélection au match des étoiles en juillet 2009 avant de se blesser en août. Jones ne dispute pas la fin de saison, mais reçoit tout de même un Gant doré le 10 novembre 2009 pour récompenser ses prestations en défense sur l'ensemble de la saison. Il complète sa deuxième année à Baltimore avec 19 coups de circuit et 70 points produits en 119 parties jouées.
En 2010, Jones affiche sa meilleure moyenne au bâton (,284) jusque-là en carrière et son plus grand nombre de coups sûrs (165), le tout en 149 parties jouées. Il claque 19 circuits et fait marquer 69 points.
En 2011, il maintient une moyenne au bâton de ,280. Avec 25 circuits et 83 points produits, il établit deux records personnels.
Il dispute chacun des 162 matchs des Orioles en 2012 et aide le club à se qualifier pour les séries éliminatoires pour une première fois en 15 ans. Invité au match d'étoiles, Jones prend au terme de la saison régulière le 6e rang au vote désignant le joueur par excellence de la saison dans la Ligue américaine. Il frappe 32 circuits, produit 82 points, en marque 100, affiche sa meilleure moyenne de puissance (,505) et sa meilleure moyenne au bâton (,287) en une année, puis son excellence en défensive est soulignée par un second  Gant doré. Ses débuts en éliminatoires sont cependant décevants avec seulement deux coups sûrs en 26 présences au bâton pour une risible moyenne au bâton de ,077. 
En 2013, Jones reçoit son 3e Gant doré et, pour la première fois, voit son excellence offensive récompensée par un Bâton d'argent. Encore considéré au titre de joueur de l'année dans la Ligue américaine, il prend cette fois le 13e rang du vote. Pour la première fois, il franchit les 100 points produits en une année : il en récolte 108 en 160 parties jouées. Il marque 100 points, frappe un nouveau record personnel de 33 circuits, et présente une moyenne au bâton de ,285 et une moyenne de puissance de ,493.
Il est en 2014 l'un des 3 joueurs des Orioles, avec Matt Wieters et Nelson Cruz, voté sur l'alignement de départ de l'équipe de la Ligue américaine au match des étoiles.
Après le départ de Nick Markakis pour Atlanta au terme de la saison 2014, Adam Jones est le joueur en activité des Orioles comptant le plus d'ancienneté.
Jones frappe 27 circuits et produit 89 points en 137 matchs joués en 2015 mais sa moyenne au bâton (,269) est sa plus basse depuis son arrivée à Baltimore. Il honore à la mi-saison sa 5e invitation au match des étoiles. Il est blessé au poignet et à l'épaule durant la saison. 

## Statistiques
| Saison | Équipe    | G   | AB   | R   | H   | 2B | 3B | HR | RBI | SB | BA    |
| ------ | --------- | --- | ---- | --- | --- | -- | -- | -- | --- | -- | ----- |
| 2006   | Seattle   | 32  | 74   | 6   | 16  | 4  | 0  | 1  | 8   | 3  | 0,216 |
| 2007   | Seattle   | 41  | 65   | 16  | 16  | 2  | 1  | 2  | 4   | 2  | 0,246 |
| 2008   | Baltimore | 132 | 477  | 61  | 129 | 21 | 7  | 9  | 57  | 10 | 0,270 |
| 2009   | Baltimore | 119 | 473  | 83  | 131 | 22 | 3  | 19 | 70  | 10 | 0,277 |
| 2010   | Baltimore | 149 | 581  | 76  | 165 | 25 | 5  | 19 | 69  | 7  | 0,284 |
| Totaux | Totaux    | 473 | 1670 | 242 | 457 | 74 | 16 | 50 | 208 | 32 | 0,274 |

Note: G = Matches joués; AB = Passages au bâton; R = Points; H = Coups sûrs; 2B = Doubles; 
3B = Triples; HR = Coup de circuit; RBI = Points produits; SB = buts volés; BA = Moyenne au bâton 